# Цзючжоу Интернэшнл Тауэр
Цзючжоу Интернэшнл Тауэр (Jiuzhou International Tower) — сверхвысокий небоскрёб, расположенный в деловом центре китайского города Наньнин (Гуанси-Чжуанский автономный район). Построен в 2017 году в стиле модернизма, по состоянию на начало 2021 года являлся четвёртым по высоте зданием города, 67-м по высоте зданием Китая, 78-м — Азии и 127-м — мира. 
318-метровая башня «Цзючжоу Интернэшнл Тауэр» имеет 71 наземный и 6 подземных этажей. В подиуме расположены торговый центр и паркинг. Владельцем здания является оператор недвижимости Tianlong Real Estate Development. 